# Advanz Pharma Corp
Advanz Pharma Corp est une entreprise pharmaceutique basée au Canada, fondée en décembre 2012.

## Histoire
En mars 2015, Concordia acquiert pour 1,2 milliard de dollars certaines activités de Covis Pharma, comprenant les activités de fabrications de 18 médicaments génériques,,. 
En septembre 2015, Concordia acquiert du fonds d'investissement Cinven, pour 1,9 milliard de dollars, Amdipharm Mercury, entreprise pharmaceutique issue de la fusion entre Mercury Pharma et Amdipharm et spécialisée dans les médicaments tombés dans le domaine public. Cette acquisition comprend une reprise de dette de 1,4 milliard de dollars. Dans le cadre de cette transaction, Cinven acquiert 20 % du nouvel ensemble.
En juin 2016 la société Concordia Healthcare Corp opte pour le nom : Concordia International Corp.
En novembre 2018 Concordia International devient : Advanz Pharma Corp.

## Principaux actionnaires
Au 19 février 2020:
| Bybrook Capital                                        | 18,4%  |
| Capital Research & Management (Fixed Income Investors) | 5,94%  |
| JPMorgan Investment Management                         | 3,48%  |
| Ivy Investment Management                              | 0,71%  |
| Symphony Asset Management                              | 0,41%  |
| Putnam Investment Management                           | 0,12%  |
| GSO Capital Partners                                   | 0,12%  |
| SSgA Funds Management,                                 | 0,077% |
| Principal Global Investors                             | 0,046% |
| Parkwood                                               | 0,043% |